# محرر عام
تتمثل وظيفة المحرر العام في الإشراف على التنفيذ الدقيق لـ أخلاقيات الصحافة في الصحيفة، ورصد الأخطاء الخطيرة أو الإهمال وفحصها، ويعمل المحرر العام كحلقة الوصل بالجمهور. ويقوم المحرر العام بعمله باستخدام ميزة منتظمة على الصفحة الافتتاحية في الصحيفة. ونظرًا لكون المحرر العام موظفًا في الصحيفة التي ينتقدها، فقد يبدو أن الأمر به شبهة تحيز. بيد أن الصحيفة التي تطبق معايير أخلاقية راقية لن تقدم على فصل المحرر العام لانتقاده الصحيفة؛ فهذا الفعل يتعارض مع الغرض من هذه الوظيفة، وقد يكون سببًا مهمًا للقلق العام.
تستخدم العديد من الصحف الرئيسية في الولايات المتحدة عمود المحرر العام باعتبارها صوت مراقب البرلمان, رغم أن هذا ليس هو الحال دائمًا. وتغطي أعمدة المحرر العام نطاقًا واسعًا من المشكلات ولا تمتلك عملية تفويض، في حين أنه حتى يتأهل المحرر ليكون مراقب برلمان لأي برلمان قائم يجب أن يكون المحرر عضوًا في منظمة مراقبي الأخبار.
وتم تأسيس هذا المنصب في صحيفة نيويورك تايمز كرد فعل لـ فضيحة جيسون بلير. وكان أول محرر عام في التايمز دانيل أوكرنت، الذي شغل هذا المنصب منذ شهر ديسمبر 2003 حتى مايو 2005. ثم خلفه بيرون كالام والذي تبعه كلارك هيوت الذي استمر في منصبه لمدة 3 سنوات. وفي أغسطس من عام 2010، حصل أرثر إس بريسبين على هذا المنصب واحتفظ به حتى عام 2012، حتى وصلت مارجريت سيوليفان للمنصب.